# Cupertino
Cupertino is een plaats (city) in de Amerikaanse staat Californië en valt bestuurlijk gezien onder Santa Clara County.

## Demografie
Bij de volkstelling in 2000 werd het aantal inwoners vastgesteld op 50.546.
In 2006 is het aantal inwoners door het United States Census Bureau geschat op 52.948, een stijging van 2402 (4,8%).

## Geografie
Volgens het United States Census Bureau beslaat de plaats een oppervlakte van
28,3 km², geheel bestaande uit land. Cupertino ligt op ongeveer 61 m boven zeeniveau.

## Economie
Het hoofdkantoor van Apple is gevestigd in Cupertino. Op 6 juli 2011 maakte Steve Jobs in een plaatselijke conferentie bekend dat hij een nieuw hoofdkantoor in Cupertino wil laten bouwen, in de vorm van een ruimteschip. Dit gebouw moet plaats bieden aan 12.000 mensen, en zal naast het enorme gebouw veel natuur bevatten.

## Geboren
- Aaron Eckhart (1968), acteur